# Газда Меда
Газда Меда је 22-минутна анимирана серија заснована на књигама Дејвида Хорвата. Серија је прво најављена у марту 2022. током Никелодионовог најављивања, које је одржано исте године.

## Радња
Серија прати пустоловине Газда Меде, претерено ентузијстичног екстроверта, и Корњаче, промишљеног интроверта – невероватних најбољих другара који чине савршен тим за шашаве авантуре у свом корејски-инспирисаном граду Финограду.

## Ликови
- Џејден Хам као Газда Меда
  - Ентони Џу као Газда Меда (певачки глас)
- Џаба Ке као Корњача
- Клаудија Чои као Медина мама/Бака
- Шон Баер као Медин тата
- Беален Дикон као Веверка
- Реј Греј као Рогић
- Сара Ватано као Чипер
- Киран Филдс као Садик
- Ленс Бас као Тајлер
- Мајкл Турчин као Грег
- Ник Мартино као Супер Јато
- Анаирис Кињонес као Гђица Лос
- TBA као Слон

## Улоге
| Улога           | Оригинални глас                       | Српски глас                                |
| --------------- | ------------------------------------- | ------------------------------------------ |
| Газда Меда      | Џејден Хам (говор) Ентони Џу (певање) | Виктор Мајер (говор) непознато (певање)    |
| Корњача         | Џаба Ке                               | Лазар Перишић                              |
| Биса Меда       | Вива Ли                               | Петра Семиз (говор) Јана Пауновић (певање) |
| Синди Меда      | Вива Ли                               | Мина Ивановић                              |
| Мама Меда       | Клаудија Чои                          | Јована Цавнић                              |
| Тата Меда       | Шон Баер                              | Милан Тубић                                |
| Бака Меда       | Клаудија Чои                          | Валентина Павличић                         |
| Веверка         | Беален Дикон                          | Ивона Рамбосек                             |
| Веверкина мама  |                                       | Марија Стокић                              |
| Рогић           | Реј Греј                              | Бошко Воларевић                            |
| Рогићев тата    | Џо Зија                               |                                            |
| Чипер           | Сара Ватано                           |                                            |
| Садик           | Киран Филдс                           | Марко Ћурчић                               |
| Тајлер          | Ленс Бас                              |                                            |
| Грег            | Мајкл Турчин                          |                                            |
| Соко            | Ник Мартино                           | Милан Тубић                                |
| Фламинго        | Ник Мартино                           | Марко Марковић                             |
| Орао            | Ник Мартино                           | Виктор Влајић                              |
| Сова            | Ник Мартино                           | Mateya                                     |
| Гђица Лос       | Анаирис Кињонес                       | Милена Моравчевић                          |
| Слон            | TBA                                   |                                            |
| Капетан Баааад  | Џо Зија                               |                                            |
| Медена Меда     | Кенсингтон Толман                     | Анђела Џаферовић                           |
| Присутни фан    | Шон Баер                              |                                            |
| Непристојни фан | Шон Баер                              |                                            |
| Најављивач      | Џо Зија                               |                                            |
| Др Ламб         | Џо Зија                               |                                            |
| Ланкхед Јастог  | Џо Зија                               |                                            |
| Присутна жена   | Клаудија Чои                          | Јована Цавнић                              |
| Разглас         | Клаудија Чои                          | Јована Цавнић                              |
| Робо-Волкано    | Клаудија Чои                          | Јована Цавнић                              |
| Тибонатор       | Клаудија Чои                          | Јована Цавнић                              |
| Уводна песма    |                                       | Mateya                                     |
| Војс-овер       | /                                     | Милан Тубић (наслов серије)                |